# 陶里亞區
陶里亞區（西班牙語：Distrito de Tauría），是秘魯的一個區，位於該國南部阿雷基帕大區的拉烏尼翁省，始建於1954年11月19日，面積314.68平方公里，海拔高度2,900米，2005年人口357，人口密度每平方公里1.1人。